# Bungursari (plaats)
Bungursari is een bestuurslaag in het regentschap Purwakarta van de provincie West-Java, Indonesië. Bungursari telt 3320 inwoners (volkstelling 2010).